# Герасимов, Владимир Иванович (Герой Советского Союза)
Владимир Иванович Герасимов (28 декабря 1925, Талдомский район — 24 апреля 2009, Москва) — контр-адмирал Военно-морского флота СССР, участник Великой Отечественной войны, Герой Советского Союза (1945).

## Биография
Владимир Герасимов родился 28 декабря 1925 года в деревне Дулово Ленинского уезда Московской губернии (ныне Талдомского района Московской области) в семье кадрового военного. В 1937 году его отец был репрессирован, после чего он вместе с матерью переехал в Тулу.
Окончил десять классов школы, одновременно учился в Тульской военно-морской школе Осоавиахима.
В августе 1941 года был призван на службу в Красную Армию. Участвовал в рытье окопов и противотанковых рвов на Резервном и Западном фронтах.
В 1941—1943 году учился в Скопинском пехотном училище, но, не доучившись, в июле 1943 года добровольно ушёл на фронт. Принимал участие в боях на Воронежском, 1-м Украинском, Ленинградском, 2-м Украинском, 3-м Белорусском, 1-м Прибалтийском фронтах. Участвовал в Белгородско-Харьковском операции, битве за Днепр на Лютежском плацдарме, Уманско-Ботошанской и Белорусской операциях. В боях пять раз был ранен.
За отличие в боях два раза представлялся к званию Героя Советского Союза, но эти представления не были реализованы. К октябрю 1944 года гвардии старший сержант Владимир Герасимов командовал отделением автоматчиков моторизованного батальона 18-й гвардейской танковой бригады, (3-го гвардейского танкового корпуса, 5-й гвардейской танковой армии, 1-го Прибалтийского фронта). Отличился во время освобождения Литовской ССР.
11 октября 1944 года в ходе боёв на подступах к Мемелю Герасимов с гранатой бросился на вражеский пулемёт и уничтожил его. Получив тяжёлое ранение, не покинул поля боя, продолжая отстреливаться из пистолета, а затем вынес на себе раненого лейтенанта.
Указом Президиума Верховного Совета СССР от 24 марта 1945 года за «образцовое выполнение боевых заданий командования на фронте борьбы с немецкими захватчиками и проявленные при этом мужество и героизм» гвардии старший сержант Владимир Герасимов был удостоен звания Героя Советского Союза с вручением ордена Ленина и медали «Золотая Звезда» за номером 7208.
С 1945 года учился в училище разведки механизированных и бронетанковых войск РККА, но позднее был переведён в Высшее военно-морское училище имени Фрунзе, которое окончил в 1949 году. Был штурманом подводной лодки «С-25» на Северном и Тихоокеанском флотах. В 1962 году Гэокончил командный факультет Военно-морской академии. В 1962—1967 годах был начальником штаба, в 1967—1970 годах — командиром 27-й отдельной бригады подводных лодок, в 1970—1973 годах — командиром 14-й дивизии подводных лодок Черноморского флота. С ноября 1973 года служил начальником Инспекции мореплавания, водолазных и глубоководных работ ВМФ СССР, а с октября 1976 года — начальником Поисково-спасательной службы ВМФ СССР.
В 1990 году в звании контр-адмирала вышел в отставку. Проживал в Москве. Скончался 24 апреля 2009 года, похоронен на Троекуровском кладбище Москвы.

## Память
- Бюст Героя Советского Союза В. И. Герасимова был открыт в начале 2022 года в Севастополе на Аллее героев-подводников Великой Отечественной войны в расположении дивизиона подводных лодок отдельной 155-й отдельной Констанцской бригады подводных лодок Черноморского флота. В открытии бюста участвовало командование Черноморского флота во главе с командующим адмиралом И. В. Осиповым и сын Героя капитан 1-го ранга в отставке А. В. Герасимов[2].
- Севастопольская средняя общеобразовательная школа № 33 носит имя контр-адмирала Героя Советского Союза В. И. Герасимова[3].

## Награды
- Герой Советского Союза (24.03.1945)[1];
- Орден Ленина (24.03.1945)[1];
- Орден Красного Знамени (22.02.1968)[1];
- Орден Отечественной войны 1-й степени (11.03.1985)[1];
- Орден Красной Звезды (16.02.1982)[1];
- Орден «За службу Родине в Вооружённых Силах СССР» (30.04.1975)[1];
- Две медали «За отвагу» (13.05.1944, 31.07.1944)[источник не указан 927 дней];
- Две медали «За боевые заслуги» (4.11.1943, 26.02.1953)[источник не указан 927 дней];
- Медаль «За оборону Москвы»[источник не указан 927 дней];
- Ряд других медалей СССР и РФ[1].